# Glena brachia
Glena brachia là một loài bướm đêm trong họ Geometridae.